# World Team Cup
O World Team Cup (Copa Mundial de Times ou Copa Mundial de Equipes) foi um campeonato internacional de equipes da Associação de Tênis Profissional (ATP), realizado anualmente desde 1978 e considerado o segundo maior campeonato masculino de equipes no tênis, depois da Copa Davis.
Todo ano, oito nações têm seus dois tenistas mais bem posicionados no ranking internacional do ano anterior convidados a participar da Copa.
A competição é jogada em quadras de saibro em Düsseldorf, Alemanha. O evento é geralmente considerado como destaque esportivo no cenário social de Düsseldorf. Atrai cerca de 75.000 visitantes cada ano, sendo transmitido pela televisão para 160 países.
Portugal, Brasil ou qualquer outro país de língua portuguesa nunca participaram da World Team Cup.

## Finais
| Ano                                     | Campeão            | Vice-campeão   | Resultado |
| --------------------------------------- | ------------------ | -------------- | --------- |
| 2012                                    | Sérvia             | Chéquia        | 3–0       |
| 2011                                    | Alemanha           | Argentina      | 2–1       |
| 2010                                    | Argentina          | Estados Unidos | 2–1       |
| 2009                                    | Sérvia             | Alemanha       | 2–1       |
| 2008                                    | Suécia             | Rússia         | 2–1       |
| 2007                                    | Argentina          | Chéquia        | 2–1       |
| 2006                                    | Croácia            | Alemanha       | 2–1       |
| 2005                                    | Alemanha           | Argentina      | 2–1       |
| 2004                                    | Chile              | Austrália      | 2–1       |
| 2003                                    | Chile              | Chéquia        | 2–1       |
| 2002                                    | Argentina          | Rússia         | 3–0       |
| 2001                                    | Austrália          | Rússia         | 2–1       |
| 2000                                    | Eslováquia         | Rússia         | 3–0       |
| 1999                                    | Austrália          | Suécia         | 2–1       |
| 1998                                    | Alemanha           | Chéquia        | 3–0       |
| 1997                                    | Espanha            | Austrália      | 3–0       |
| 1996                                    | Suíça              | Chéquia        | 2–1       |
| 1995                                    | Suécia             | Croácia        | 2–1       |
| 1994                                    | Alemanha           | Espanha        | 2–1       |
| 1993                                    | Estados Unidos     | Alemanha       | 3–0       |
| 1992                                    | Espanha            | Chéquia        | 2–0       |
| 1991                                    | Suécia             | Iugoslávia     | 2–1       |
| 1990                                    | Iugoslávia         | Estados Unidos | 3–0       |
| 1989                                    | Alemanha Ocidental | Argentina      | 2–1       |
| 1988                                    | Suécia             | Estados Unidos | 2–0       |
| 1987                                    | Checoslováquia     | Estados Unidos | 2–1       |
| 1986                                    | França             | Suécia         | 2–1       |
| 1985                                    | Estados Unidos     | Checoslováquia | 2–1       |
| 1984                                    | Estados Unidos     | Checoslováquia | 2–1       |
| 1983                                    | Espanha            | Austrália      | 2–1       |
| 1982                                    | Estados Unidos     | Austrália      | 2–0       |
| 1981                                    | Checoslováquia     | Austrália      | 2–1       |
| 1980                                    | Argentina          | Itália         | 3–0       |
| 1979                                    | Austrália          | Itália         | 2–1       |
| 1978                                    | Espanha            | Austrália      | 2–1       |
| Torneio não realizado entre 1977 e 1976 |                    |                |           |
| 1975                                    | Estados Unidos     | Grã-Bretanha   | 2–1       |

## Títulos por país
| Títulos conquistados | País           | Títulos                          | Vice-campeonatos                       |
| -------------------- | -------------- | -------------------------------- | -------------------------------------- |
| 5                    | Alemanha       | 1989, 1994, 1998, 2005, 2011 (5) | 1993, 2006, 2009 (3)                   |
| 5                    | Estados Unidos | 1975, 1982, 1984, 1985, 1993 (5) | 1987, 1988, 1990, 2010 (4)             |
| 4                    | Argentina      | 1980, 2002, 2007, 2010 (4)       | 1989, 2005, 2011 (3)                   |
| 4                    | Espanha        | 1978, 1983, 1992, 1997 (4)       | 1994 (1)                               |
| 4                    | Suécia         | 1988, 1991, 1995, 2008 (4)       | 1986, 1999 (2)                         |
| 3                    | Austrália      | 1979, 1999, 2001 (3)             | 1978, 1981, 1982, 1983, 1997, 2004 (6) |
| 2                    | Chile          | 2003, 2004 (2)                   |                                        |
| 2                    | Sérvia         | 2009, 2012 (2)                   |                                        |
| 2                    | Checoslováquia | 1981, 1987 (2)                   | 1984, 1985 (2)                         |
| 1                    | Croácia        | 2006 (1)                         | 1995 (1)                               |
| 1                    | Eslováquia     | 2000 (1)                         |                                        |
| 1                    | França         | 1986 (1)                         |                                        |
| 1                    | Iugoslávia     | 1990 (1)                         | 1991 (1)                               |
| 1                    | Suíça          | 1996 (1)                         |                                        |
| 0                    | Itália         |                                  | 1992, 1996, 1998, 2003, 2007, 2012 (6) |
| 0                    | Chéquia        |                                  | 1992, 1996, 1998, 2003, 2007, 2012 (6) |
| 0                    | Rússia         |                                  | 2000, 2001, 2002, 2008 (4)             |